# Ini Kamoze
Ini Kamoze, pseudonimo di Cecil Campbell (Port Maria, 9 ottobre 1957), è un cantante giamaicano.
È conosciuto principalmente per il suo successo del 1994 Here Comes the Hotstepper.

## Biografia

### I primi lavori
Il suo debutto discografico risale al 1981, con la pubblicazione del singolo World Affairs. Nello stesso periodo ha pubblicato anche il doppio singolo Trouble You a Trouble Me/General, con lo pseudonimo Inai Kamosa. Tre anni dopo, nel 1984, vengono pubblicati tre album dell'artista; il primo, l'eponimo Ini Kamoze, conteneva sei tracce tra cui World a Music (Out in the streets, they call it merther), campionata nel 2005 da Damian Marley per il brano Welcome to Jamrock, ed è stato pubblicato per l'etichetta discografica Island.
L'album era stato prodotto da Sly & Robbie ed è stato promosso da un tour internazionale durante il quale l'artista ha accompagnato Yellowman e Half Pint. Nello stesso anno sono stati pubblicati, per la Mango, gli album Pirate e Statement. Nel 1988 è stato invece pubblicato l'album Shocking Out, per l'etichetta discografica RAS Records. In seguito, la carriera dell'artista ha subito una battuta d'arresto, causata dallo scarso successo delle sue prime produzioni.

### Here Comes the Hotstepper: il successo
Il cantante è tornato sulle scene musicali nel 1992 con la raccolta 16 Vibes of Ini Kamoze, pubblicato per l'etichetta discografica Sonic Sounds, che ha ottenuto un discreto successo. Incoraggiato dalle discrete vendite del disco, nel 1994 ha pubblicato, per la più importante etichetta Columbia, il singolo Here Comes the Hotstepper; il brano, contenente vari campionamenti tra cui Land of a Thousand Dances di Cannibal & the Headhunters, ha ottenuto un inaspettato e clamoroso successo su scala internazionale, permettendo all'artista di raggiungere la vetta delle classifiche statunitense e neozelandese e di scalare di classifiche di tutto il mondo.
La canzone è stata successivamente ripresa da altri artisti che ne hanno realizzato diverse cover e ha aperto la strada al disco di maggior successo dell'artista, intitolato anch'esso Here Comes the Hotstepper e uscito nel 1995 per la Columbia. L'album non ha bissato i clamorosi risultati di vendita dell'omonimo singolo ma ha ottenuto un discreto successo negli Stati Uniti, raggiungendo il vertice della classifica Billboard dedicata agli album reggae. Sempre del 1995 sono inoltre altri due album di Ini Kamoze, Lyrical Gangsta (entrato come il precedente nella classifica statunitense) e Shocking Hours, pubblicati rispettivamente dalla EastWest Records e dalla Greensleeves Records.

### Il ritorno sulle scene
Dopo il buon successo ottenuto con Here Comes the Hotstepper, l'artista è nuovamente scomparso dalle scene discografiche per farvi ritorno solo nel 2006, undici anni dopo, con il doppio album Debut, contenente vecchi successi del cantante reinterpretati per l'occasione. Il disco è stato pubblicato dalla 9 Sound Clik. Tre anni dopo, nel 2009, è stato pubblicato un ulteriore album per la 9 Sound Clik: 51 50 Rule.

## Discografia

### Album
- 1984 - Ini Kamoze (Island)
- 1984 - Pirate (Mango)
- 1984 - Statement (Mango)
- 1988 - Shocking Out (RAS)
- 1995 - Here Comes the Hotstepper (Columbia)
- 2006 - Debut (9 Sound Clik)
- 2009 - 51 50 Rule (9 Sound Clik)

#### Raccolte
- 1992 - 16 Vibes of Ini Kamoze (Sonic Sounds)